# Isabelle Stever
Isabelle Stever (Múnich, 1 de febrero de 1963) es una directora de cine y guionista alemana.

## Biografía
Stever pasó su infancia y juventud en Múnich, París y Renania del Norte-Westfalia. Completó sus estudios de matemáticas en la Universidad Técnica de  Berlín y más tarde estudió en la Academia Alemana de Cine y Televisión de Berlín. Su película de graduación allí, Erste Ehe (2003), recibió el Premio First Steps a la mejor película. Stever dirigió otro largometraje, Gisela (2005), que también coescribió. En 2009 contribuyó con un cortometraje al proyecto Deutschland 09 un proyecto de 13 cortos sobre el estado de la nación en el que según la revista de Der Spiegel, participaron los "directores de élite alemanes"  
En 2022 presentó Grand Jeté  con su estreno mundial en la sección Panorma de la Berlinale. En ella refleja la historia de un incesto. La película está protagonizada por Nadja, una bailarina que reconecta con su hijo adolescente al que dejó con su madre cuando era un bebé. Mario también se ocupa intensamente de su cuerpo y lo entrena explorando los límites. En lugar de desarrollar sentimientos maternales, la relación se convierte en una relación intensa y apasionada que va más allá de las convenciones morales.
En España la película compitió en la sección "Albar" de cine internacional en el 60 Festival Internacional de Cine de Gijón.

## Filmografía
- 1997: Requiem für etwas, das sehr klein ist
- 1998: A Touch of Heaven
- 1999: Beach Bikini Party
- 2003: Erste Ehe
- 2005: Gisela
- 2009: Deutschland 09 – Eine demokratische Gesprächsrunde zu festgelegten Zeiten
- 2010: Glückliche Fügung
- 2015: Das Wetter in geschlossenen Räumen
- 2022: Grand Jeté

## Premios
- 2006:  Premio Crossing Europe por Gisela